# Kaduwulung
Kaduwulung is een bestuurslaag in het regentschap Sumedang van de provincie West-Java, Indonesië. Kaduwulung telt 1769 inwoners (volkstelling 2010).